# جهانگیر آته‌جانوف
جاهونگیر آته‌جانوف (به زبان ازبکی : Jahongir Otajonov، جهانگیر آته‌جانوف؛ به روسی: Джахангир Атаджанов؛ زادهٔ ۲۹ سپتامبر ۱۹۷۸) یک خواننده، موسیقی‌دان، ترانه‌سرا ازبک است که در انتخابات ریاست‌جمهوری ازبکستان ۲۰۲۱ نامزد شد.